# Martín Cabello Tello
Martín Cabello Tello es un pelotari mexicano. En el Campeonato del Mundo de Pelota Vasca de 2010 consiguió el oro en la especialidad de mano individual trinquete. 
2014. Consiguió la medalla de oro en la modalidad mano pareja trinquete. Edo. de México . 
2018. Medalla de plata en modalidad mano pareja trinquete. Barcelona , España. 